# Nina Benović
Nina Benović (Zagreb, 1983.) hrvatska je kazališna i glasovna glumica.

## Filmografija

### Filmske uloge
- "Ajde, dan... prođi... " kao Tamara (2006.)

### Kazališne uloge
- "Kraljeva sluškinja" kao Lora (2012.)
- "Svinje" (2011.)

### Sinkronizacija
- "Kuća obitelji Glasnić" kao Lucy Glasnić (2016. – 2023.)
- "Sam i Cat" kao Sam Puckett (2013. – 2014.)
- "Thundermani" kao Nora Thunderman (2013. – 2018.)
- "Victorious" kao Tori Vega (2011. – 2012.)
- "Idi, Diego, idi!" kao Alicia (2011.)
- "PopPixie" kao Lockette (2011.)
- "Winx" kao Flora, Stormy, Mitzi, Chatta (2008. – 2016.)
- "Peppa Praščić" kao Zečica Tea (2007.)
- "Shrek Treći" kao Trnoružica (Cheri Oteri) (2007.)
- "Ples malog pingvina" kao Gloria (2006.)